# Neuried (Antdorf)
Neuried ist ein Gemeindeteil der oberbayerischen Gemeinde Antdorf im Landkreis Weilheim-Schongau.
Der Weiler liegt knapp 4 km nordwestlich von Antdorf.
Er gehörte zur ehemaligen Gemeinde Frauenrain und wurde mit dieser im Zuge der Gemeindegebietsreform am 1. Januar 1978 nach Antdorf eingemeindet.
Als Baudenkmäler sind ein Bauernhaus und eine Hofkapelle verzeichnet.